# Донберг, Рудольф
Рудольф Филипп Донберг (1864—1918) — архитектор Риги.

## Биография
Родился 10 апреля 1864 года[по какому календарю?] в Риге, где жил и работал большую часть своей жизни. Учился у Вильгельма Бокслафа в Рижском политехническом училище, которое окончил в 1893 году. Был членом немецкой студенческой корпорации Rubonia. Сначала работал в архитектурных бюро Хильбига и Бокслафа, но уже в 1894 году открыл собственное архитектурное бюро. По проектам Донберга было построено более 80 жилых зданий, фабричных корпусов и других зданий; также он строил небольшие виллы.
Донберг предпочитал в эклектике формы неоренессанса, реже неоготики. Однако, работая в стиле модерн, он использовал все имеющиеся направления; все его здания отличаются индивидуальностью.
Умер в Касселе (Германия) 17 августа 1918 года; похоронен в Риге.

## Архитектурные проекты

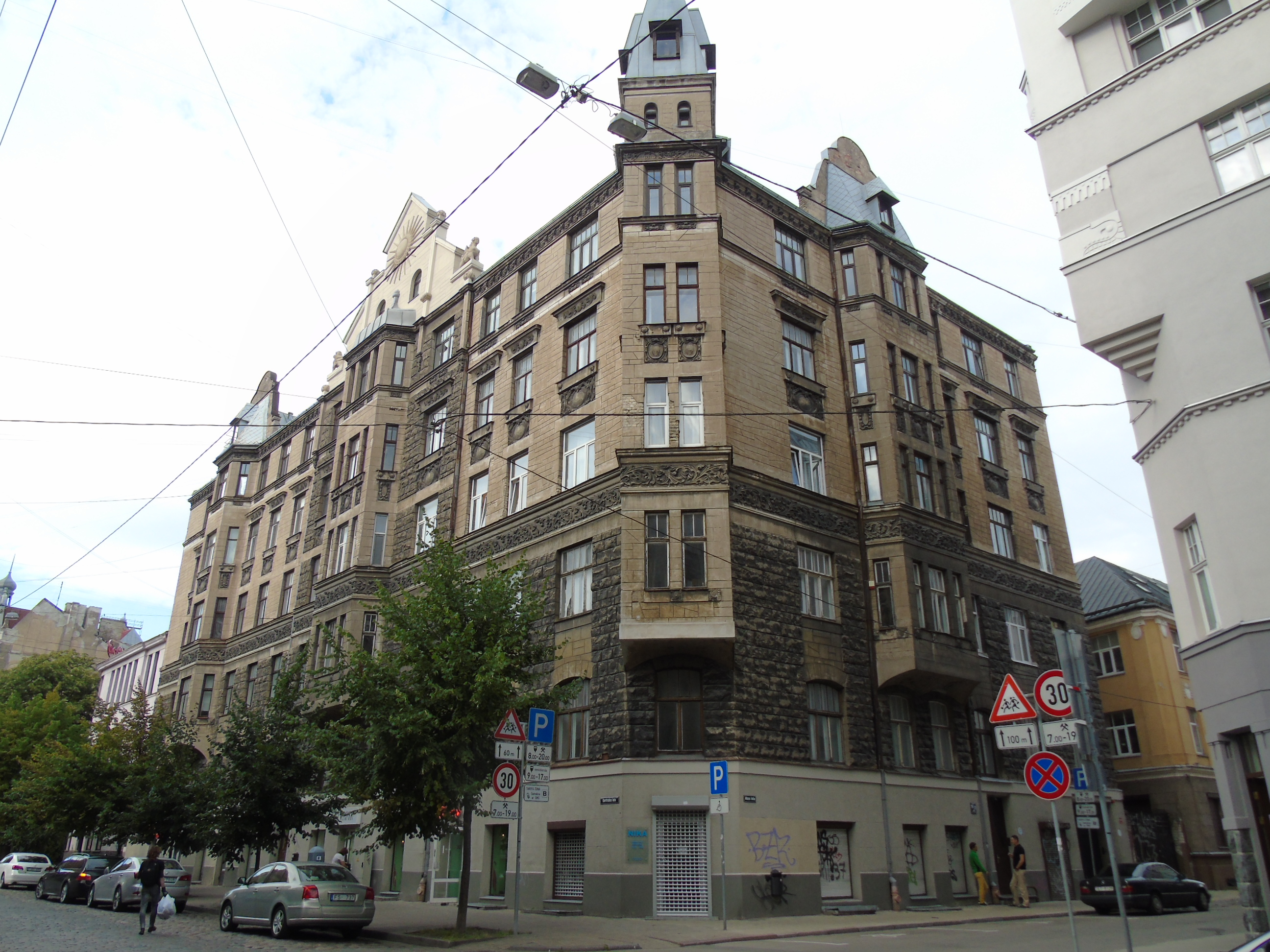
улица Гертрудес, 19/21
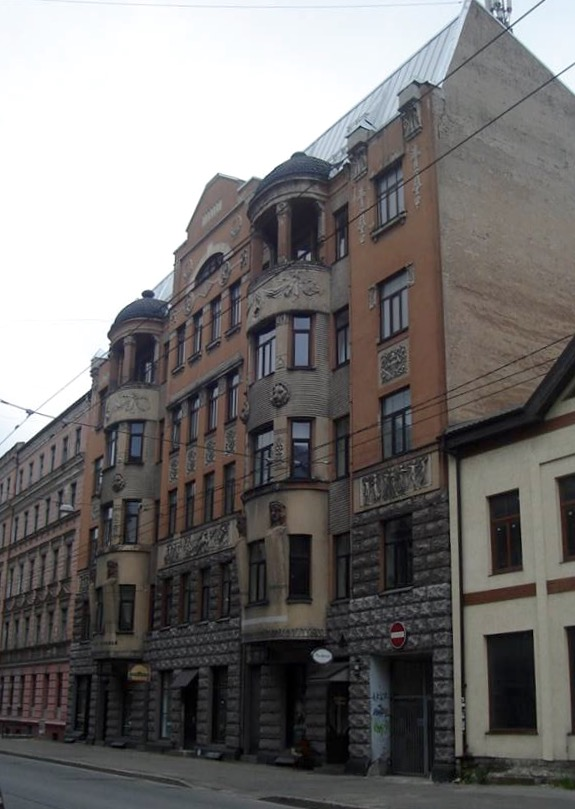
улица Гертрудес, 60
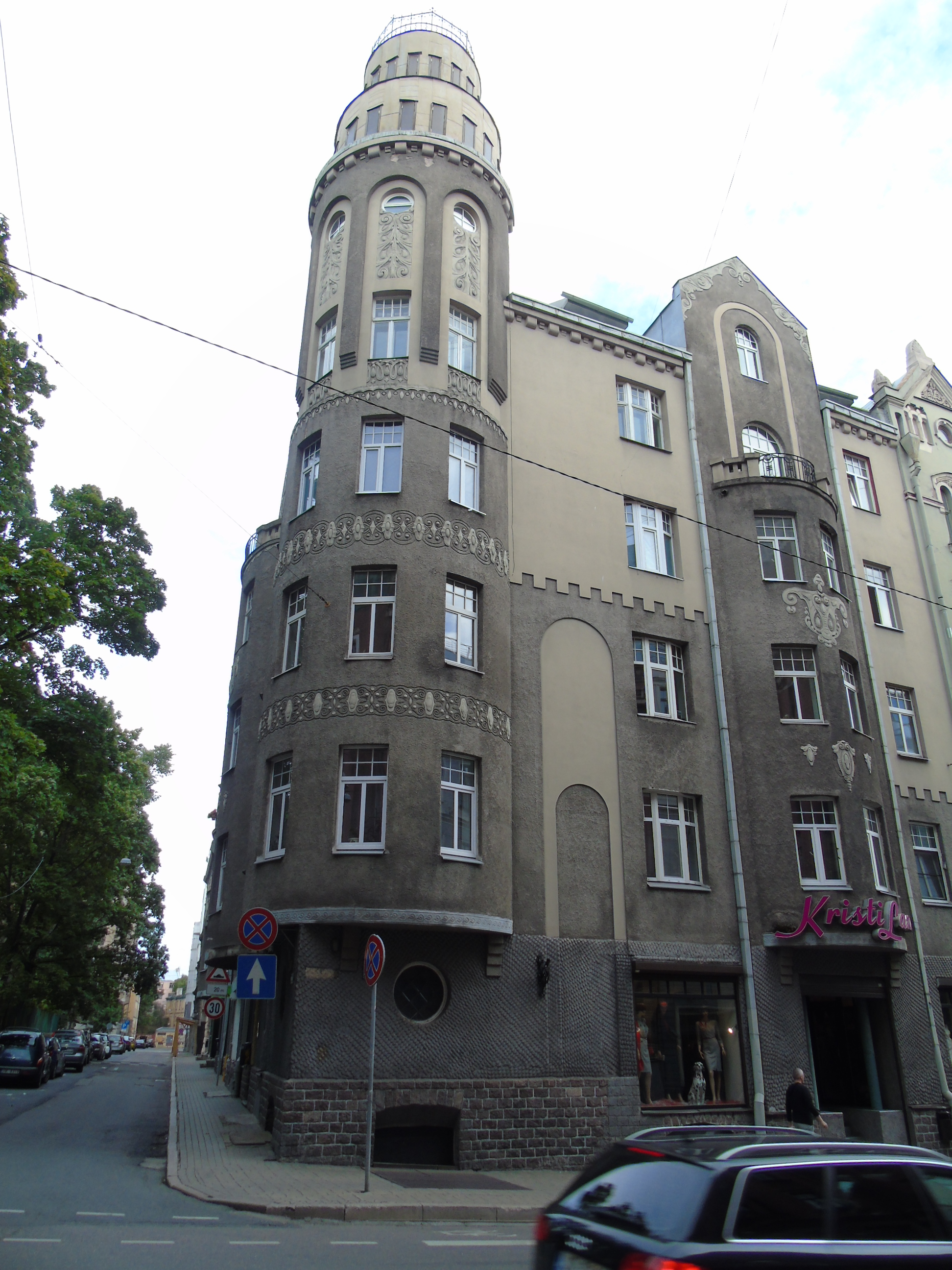
Lāčplēša iela,  21
Lāčplēša iela, 51